# Trogloneta granulum
Trogloneta granulum là một loài nhện trong họ Mysmenidae.
Loài này thuộc chi Trogloneta. Trogloneta granulum được Eugène Simon miêu tả năm 1922.